# سنجاب زمینی صخره‌ای
سنجاب زمینی صخره‌ای (نام علمی: Otospermophilus variegatus) نام یک گونه از سرده سنجاب‌های زمینی صخره‌ای است.